# Una (Bahia)
Pour les articles homonymes, voir Una.
Una est une municipalité du Brésil, située dans l'État de Bahia.
Sa population était estimée à 24 106 habitants en 2010. Elle s'étend sur 1 159,525 km2.
Elle fait partie de la Microrégion d'Ilhéus-Itabuna dans la Mésorégion Sud de Bahia.

## Maires
| Période | Période | Identité         | Étiquette | Qualité |
| ------- | ------- | ---------------- | --------- | ------- |
| 2009    | 2012    | Dejair Birschner | PP        |         |